# Aristocypha fulgipennis
Aristocypha fulgipennis – gatunek ważki z rodziny Chlorocyphidae. Występuje na Półwyspie Indochińskim – w Wietnamie i Laosie, prawdopodobnie także w Kambodży.